# Adrian Peter Bird
Pour les articles homonymes, voir Bird.
Adrian Peter Bird  (né le 3 juillet 1947 à Wolverhampton) est un généticien britannique, professeur à l'université d'Édimbourg. Il est l'un des pionniers de la recherche en épigénétique.

## Biographie
Il effectue des études de biochimie à l'université du Sussex ; il obtient ensuite un Ph. D. à l'université d’Édimbourg. Il est chercheur postdoctoral à l'université Yale à New Haven au Connecticut, et à l'université de Zurich en Suisse. 1987 ging er als Forscher an das neu gegründete Forschungsinstitut für Molekulare Pathologie (IMP) von Boehringer Ingelheim und Genentech in Wien, Österreich. En 1987, il rejoint l'Institut de recherche en biologie moléculaire (IMP)nouvellement créé à Vienne par Boehringer Ingelheim et Genentech en tant que chercheur. En 1990 Bird devient professeur de génétique (Buchanan Professor of Genetics) à l'université  d'Édimbourg, où il participe à la création du Wellcome Trust Center for Cell Biology. Depuis 1999, Bird dirige ce centre Zentrum, de 2000 à 2010 wil est l'un des dix Governors (Trustees) du Wellcome Trust, une fondation caritative dont les actifs nets se montaient à 25,9 milliards de livres sterling en 2018.

## Travaux
M. Bird a apporté des contributions importantes à la clarification du rôle de la méthylation de l'ADN dans la régulation de l'expression des gènes. Il a prouvé l'existence d'îlots CpG non méthylés et a montré leur importance pour cartographie génétique. Il a clarifié le rôle de la désamination des dinucléotides CpG dans le développement du génome. Bird a également isolé un groupe de protéines (les methyl-CpG-binding domain proteins ou MDB) qui régulent l'expression génétique de ces gènes en se liant aux gènes méthylés des îlots CpG. Bird a montré que les troubles de ces gènes sont associés à certaines maladies neuronales, à des troubles du développement et à une sensibilité accrue aux oncogènee .
Bird a réussi à inverser les symptômes du syndrome de Rett chez la souris. Bird est considéré comme l'un des principaux experts dans la recherche sur le gène MECP2, dont la mutation est responsable de la majorité des cas de syndrome de Rett.

## Distinctions (sélection)
- 1989 Fellow de la Royal Society (FRS)[5]
- 1991 Membre de l'Academia Europaea[6]
- 1994 Fellow de la Royal Society of Edinburgh (FRSE)[7]
- 1999 Médaille Gabor de la Royal Society.
- 1999 Prix Louis-Jeantet de médecine.
- 2001 Fellow de l'Academy of Medical Sciences (United Kingdom) (en) (FMedSci).
- 2005 Ordre de l'Empire britannique[8]
- 2008 Prix Charles-Léopold-Mayer[3]
- 2011 Prix Gairdner[9]
- 2012 Prix GlaxoSmithKline (de) de la Royal Society[10]
- 2013 Prix Foundation Frontiers of Knowledge de la BBVA (en)
- 2016 Membre étranger de l’Académie nationale des sciences
- 2016 Prix Shaw[11]
- 2017 Prix de la Fondation Charles Rodolphe Brupbacher (de)
- 2018 médaille Buchanan
- 2020 prix Brain